# Kerry Katona

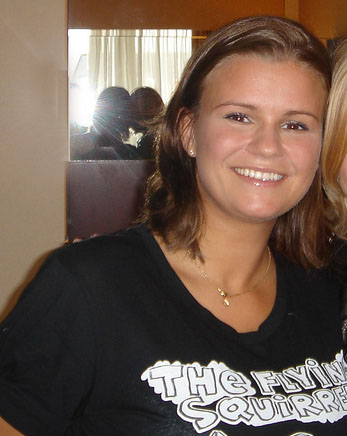
Kerry Katona, 2008.

Kerry Jayne Elizabeth Katona, född 6 september 1980 i Warrington i England, är en brittisk sångerska och TV-presentatör. Hon var medlem i tjejbandet Atomic Kitten 1999–2001.
I januari 2002 gifte sig Katona med Brian McFadden, men paret separerade i september 2004. De fick två barn, Molly Marie (31 augusti 2001) och Lilly-Sue (3 februari 2003).
Kerry har även dotter Heidi Elizabeth (20 februari 2007) med sin exmake Mark Croft.